# عبد الأمير الطويرجاوي
عبد الأمير الطويرجاوي (1885 - 1970) هو مطرب من العراق. لقب بأمير الغناء الريفي في العراق.
ولد عبد الأمير بن كاظم بن حمادي المعروف بالطويرجاوي نسبة إلى قضاء طويريج (الهندية) في محافظة بابل.

## حياته
في العاشرة من عمره تولع بالغناء بعد أن تعرّف على أساتذة الغناء في ذلك الوقت الذين كانوا يعيشون في نفس المدينة، فلمدينة طويريج تاريخ خاص في مجال الغناء الريفي، من حيث الأبوذيات والمواويل والإيقاعات الخاصة بها.. بالإضافة إلى أن القسم الأكبر من هؤلاء المطربين هم من اكتشفوا مجموعة الأطوار الغنائية الريفية التي نشأت على أنغامها حناجر مطربي الريف منذ ذلك الوقت وحتى يومنا هذا.
بدأ عبد الأمير الطويرجاوي بالغناء عام 1915 في بيوت آل قزوين في الهندية طويريج، وكانت بداية غنائه في المواليد ومواسم التعزية.
ابتكر طوره الخاص به والذي سمي باسمه «طور الطويرجاوي» الذي يمتاز باختلافه من حيث درجاته النغمية عن بقية الأطوار التي تعرف نغماتها بمجرد أن تسمعها للمرة الأولى.. ويتميز هذا الطور بأنه من الأطوار التي تنسجم مع طقوس المنبر وليالي السمر معاً. حين افتتحت إذاعة بغداد عام 1936 كان الطويراجوي من أوائل المغنين فيها.
حُكِمَ على المطرب عبد الأمير الطويرجاوي بالإعدام بعد فشل ثورة مايس 1941، إلا أنه أفلت من هذا الحكم بالاختفاء عند بعض الأصدقاء في بغداد إلى أن هدأت الأمور، وفي بداية الخمسينات سافر متخفياً إلى خارج بغداد.. وحين قيام ثورة 14 تموز 1958 عاد إلى بغداد.
توفي المطرب والشاعر عبد الأمير الطويرجاوي في بغداد صبيحة يوم 27 / تموز / 1970.